# Dobromiri
Dobromiri (makedonska: Добромири) är en ort i Nordmakedonien. Den ligger i kommunen Novaci, i den södra delen av landet, 100 kilometer söder om huvudstaden Skopje. Dobromiri ligger 582 meter över havet och antalet invånare är 565.